# Février 1877

## Événements
- 17 février : Porfirio Díaz devient président de la république du Mexique (1877-1880 et 1884-1911). Il impose une dictature. Progressiste et autoritaire, il entreprend de moderniser le Mexique au nom du positivisme grâce aux cientificos, un groupe d’intellectuels qui vont sans cesse le conseiller.
  - Le Mexique connaît un important développement économique et commercial (construction d’usines et de voies ferrées, amélioration des ports, aménagement urbain, etc.). Beaucoup de ces entreprises sont financées et dirigées par des étrangers, ce qui provoque le mécontentement des Mexicains.
  - La grande propriété fait des progrès considérables tandis que les sociétés foncières étrangères accumulent des millions d’hectares. À la fin de la dictature, 97 % des terres cultivables appartiendront à 1 % de la population et 80 % des paysans n’auront plus de terres. Ils deviendront ouvriers agricoles dans d’immenses haciendas ou formeront un prolétariat urbain misérable dont les révoltes seront une à une écrasées.

- 20 février (calendrier julien) : grands procès des Cinquante populistes de Moscou (fin en 1878). Il se soldera par de nombreuses déportations, dont le nombre est en augmentation (19 000 entre 1875 et 1878).

- 28 février, Canada : fondation de l'Université du Manitoba.

## Naissances
- Date inconnue : Maud Stevens Wagner, artiste de cirque américaine († 30 janvier 1961).
- 12 février : Louis Renault, industriel français.
- 15 février : Alfred Henzel, médecin français.
- 17 février : André Maginot, homme politique français.
- 19 février : Louis Aubert, compositeur français († 9 janvier 1968).
- 21 février : Jean Capart, égyptologue belge.

## Décès
- 27 février : Alfred-Édouard Billioray, personnalité de la Commune de Paris et peintre français (° 1er mai 1841).